# アレクサンドル・グレボヴィチ (ドゥブロヴィツァ公)
アレクサンドル・グレボヴィチ（あるいはフセヴォロドヴィチ）（ロシア語: Александр Глебович、? - 1223年）は、13世紀前半の、トゥーロフ・イジャスラフ家（イジャスラフを祖とするトゥーロフ・ピンスク公位を継承した家系）出身のクニャージ（公）である。ドゥブロヴィツァ公（在位：1195年 - 1223年）。

## 生涯
アレクサンドルはドゥブロヴィツァ公グレプ・ユーリエヴィチの子か孫と考えられている。
1223年、モンゴルのルーシ侵攻中の一戦闘であるカルカ河畔の戦いに参加し、カルカ川右岸の野営地において、親族の（おそらくトゥーロフ公）アンドレイ、その義父のキエフ大公ムスチスラフらと共に捕虜となった。アレクサンドルらは酒宴を行うモンゴル帝国軍の座る板の下で圧死した。

## 子孫
アレクサンドルの子と考えられる以下の人物がいる。
- ゲオルギー - トゥーロフ公
- グレプ - ステパニ公

後のポーランド・リトアニア共和国・ロシア帝国等の貴族の家系であるチェトヴェルティンスキー家（スヴャトポルク・チェトヴェルティンスキー家）(ru)はアレクサンドルに端を発するという説がある。

## 外部サイト
- Новгородская первая летопись старшего извода